# Pedrocortesella sculptrata
Pedrocortesella sculptrata är en kvalsterart som först beskrevs av Aoki 1974.  Pedrocortesella sculptrata ingår i släktet Pedrocortesella och familjen Licnodamaeidae. Inga underarter finns listade i Catalogue of Life.